# Alexander Pinski
Alexander Pinski (* 15. Januar 2003 in Hamburg) ist ein deutscher Handballtorwart.

## Karriere
Alexander Pinski lernte in jungen Jahren das Handballspielen beim TSV Ellerbek. 2018 wechselte der 1,90 m große Torwart in die B-Jugend des Handball Sport Vereins Hamburg. Mit der U18 wurde er in der Saison 2019/20 Oberligameister und spielte in den beiden darauffolgenden Jahren mit der U19 in der A-Jugend-Bundesliga.
Zu der Saison 2022/23 unterschrieb Pinski seinen ersten Profivertrag beim Handball Sport Verein Hamburg.
Pinski stand am 21. April 2022 erstmals im Aufgebot der Profi-Mannschaft und debütierte somit in der Handball-Bundesliga gegen die TSV Hannover-Burgdorf, bevor er seinen Profivertrag unterschrieb.
Pinski war außerdem fester Bestandteil der U21 des Handball Sport Vereins Hamburg, die in der Oberliga Hamburg/Schleswig-Holstein spielte.
Pinski kehrte im Sommer 2024 zum TSV Ellerbek zurück.

## Privates
Alexander Pinski besuchte die Oberstufe der Eliteschule des Sports Alter Teichweg in Hamburg und legte dort im Sommer 2022 sein Abitur ab.